# Roman Korzeń
Roman Ignacy Korzeń; (1 lutego 1926 Krzywokonna, Polska - 22 lipca 1995 Kielce, Polska) był inżynierem, który projektował instalacje dla elektrowni w Polsce, Megalopolis w Grecji, oraz Tuzli w Jugosławii. 
Od 1967 roku pracował w Chemarze w Kielcach, jako inspektor nadzoru i specjalizował się z nastawianiu zaworów bezpieczeństwa. Nadzorował szereg ważnych obiektów energetycznych jak Elektrownia Łaziska, Elektrociepłownia Bydgoszcz, Elektrociepłownia Gdańsk, Elektrownia Ostrołęka, Elektrownia Dolna Odra, Elektrociepłownia Huta Katowice, Elektrownia Kozienice i Elektrociepłownia Siekierki.
25 kwietnia 1984 za wybitne osiągnięcia zawodowe został odznaczony Krzyżem Kawalerskim Orderu Odrodzenia Polski